# 2014 في أنغولا
أحداث عام 2014 في  أنغولا. كان عدد سكان البلاد 19813180. 

## في السلطة
- الرئيس : خوسيه إدواردو دوس سانتوس
- نائب الرئيس : مانويل فيسينتي
- رئيس الجمعية الوطنية : فرناندو دا بيدادي دياس دوس سانتوس

## أحداث

### أكتوبر
- 16 أكتوبر - تم انتخاب نيوزيلندا وماليزيا وأنغولا وإسبانيا وفنزويلا لعضوية مجلس الأمن التابع للأمم المتحدة لمدة عامين اعتبارًا من عام 2015.